# اسپیس چنل ۵
اسپیس چنل ۵ یا کانال فضایی ۵ (به انگلیسی: Space Channel 5) یک بازی در سبک موزیک ویدئو می‌باشد که توسط سگا توسعه‌یافته و منتشر گردیده‌است.